# 鮎河村
鮎河村（あいがむら）は滋賀県甲賀郡にあった村。現在の甲賀市土山町鮎河・土山町大河原にあたる。

## 地理
- 山岳：綿向山、雨乞岳、御在所岳、鎌ヶ岳、宮越山
- 河川：野洲川、鮎川、杉谷川、白倉谷川

## 歴史
- 1889年（明治22年）4月1日 - 町村制の施行により、鮎川村・大河原村の区域をもって発足。旧名を1字ずつ取って命名。
- 1955年（昭和30年）4月1日 - 大野村・土山町・山内村と合併し、改めて土山町が発足。同日鮎河村廃止。

## 特産物
- 林業、木炭、茶の栽培